# Axel Bendixsen
Axel Bendixsen (* 3. November 1884 in Thisted, Dänemark; † 10. April 1965 in Argentinien) war ein dänischer Bauingenieur.

## Leben
Bendixsen studierte von 1902 bis 1907 Bauingenieurwesen am Polytechnikum in Kopenhagen. Durch Vorlesungen von Asger Ostenfeld begann er sich für das damals neue Gebiet des Stahlbetons zu interessieren. Er war bei verschiedenen Baufirmen als Ingenieur: 1907 bis 1909 bei Carl Brandt in Düsseldorf und Bremen, 1909/10 bei Christiani & Nielsen in Kopenhagen, 1910 bis 1912 bei Rudolf Wolle in Leipzig. 1912 bis 1917 arbeitete er für die staatliche Baufirma Burgerlijke Openbar-Werken mit Sitz in Weltevreden in Indonesien (damals Niederländisch-Ostindien), die damals in der niederländischen Kolonie für öffentliche Bauaufgaben zuständig war.
In Indonesien entwickelte er die Weggrößenverfahren (Deformationsmethode) als baupraktische Methode der Baustatik für Rahmentragwerke wesentlich weiter und veröffentlichte dies 1914 als Buch. Das regte auch seinen Lehrer Ostenfeld an die Methode aufzugreifen und selbst fortzuentwickeln.
Im Jahr 1918 nahm er eine Stellung als Bauingenieur einer niederländischen Firma in Argentinien an. 1929 wurde er am Polytechnikum in Kopenhagen promoviert.
1938 wurde er Ritter des Danebrog-Ordens. 1941 wurde er Präsident einer Verbindung in Argentinien (Liga Pro Ayuda Dinamarca), die die Landsleute im besetzten Dänemark unterstützte.

## Veröffentlichungen (Auswahl)
- Die Methode der Alpha-Gleichungen zur Berechnung von Rahmenkonstruktionen. Springer, 1914.
- Die Berechnung von Rippenkuppeln mit oberem und unterem Ring. In: Armierter Beton, Band 8, 1915, S. 45–49, 76–80, 95–101 und 114–119.
- Beregning af spaendingerne i krumme flader, specielt kugelfladen. 1930 (mit deutschem Resümee).